# Anjaneri
Anjaneri o Anjini és una muntanya de Maharashtra de 1.331 msnm al costat de la muntanya Trimbak, separada pel pas que porta a Igatpuri.
Hi ha una cova amb temple jainista. Prop d'aquí, al poble de Anandvelli, va estar exiliat el darrer peshwa maratha i va visitar el cim i a la muntanya va tenir una mena de residència d'estiu. Sota la muntanya hi ha alguns temples, la major part en reïnes datats dels temps dels Deogiris Yadaves (1150-1308) destacant els jainistes (un datat el 1140 del temps del rei Yadava Seunachandra III), però dos són dedicats a Vixnu i altres a Xiva.